# Роджерс, Родни
Родни Рэй Роджерс (англ. Rodney Ray Rogers; род. 20 июня 1971 года в Дареме, штат Северная Каролина, США) — американский профессиональный баскетболист, выступавший в Национальной баскетбольной ассоциации. Играл на позиции лёгкого и тяжёлого форварда. Был выбран на драфте НБА 1993 года в 1-м раунде под общим 9-м номером командой «Денвер Наггетс». В сезоне 1999/2000 годов был признан лучшим шестым игроком НБА.

## Ранние годы
Родни Роджерс родился в городе Дарем (штат Северная Каролина), учился в Даремской школе Хиллсайд, в которой играл за местную баскетбольную команду. В 1993 году окончил Университет Уэйк-Форест, где в течение трёх лет играл за команду «Уэйк-Форест Димон Диконс», в которой провёл успешную карьеру, набрав в итоге 1720 очков и 705 подборов, к тому один раз помог вывести свою команду в число 16-ти лучших команд студенческого чемпионата NCAA (1993).

## Карьера в НБА
Играл на позиции лёгкого форварда и тяжёлого форварда. В 1993 году был выбран на драфте НБА под 9-м номером командой «Денвер Наггетс». Позже выступал за команды «Лос-Анджелес Клипперс», «Финикс Санз», «Бостон Селтикс», «Нью-Джерси Нетс», «Нью-Орлеан Хорнетс» и «Филадельфия-76». Всего в НБА провёл 12 сезонов. В 2000 году признавался лучшим шестым игроком НБА. В 1991 году был назван первокурсником года по версии USBWA. В 1993 году признавался баскетболистом года среди студентов конференции Atlantic Coast, а также включался во 2-ю всеамериканскую сборную NCAA. Всего за карьеру в НБА сыграл 866 игр, в которых набрал 9468 очков (в среднем 10,9 за игру), сделал 3881 подбор, 1722 передачи, 868 перехватов и 451 блок-шот.
В 1991 году Роджерс стал в составе сборной США чемпионом летней Универсиады в Шеффилде.

## Семья и хобби
Родни Роджерс от своей жены Тисы Уайт имеет троих детей: Роддреку, Райдейю и Родни, однако впоследствии они развелись. Он любит ходить на охоту и рыбалку, ездить на мотоциклах и квадроциклах, заниматься верховой ездой, а также является поклонником НАСКАРа, больших грузовых автомобилей и строительной техники.

## Несчастный случай
28 ноября 2008 года Роджерс попал на мотоцикле в аварию в сельском округе Вэнс, севернее Роли, где угодил в яму во время езды по тропинке и перевернулся через руль своего байка. Сначала он был доставлен в медицинский центр университета Дьюка, а затем, 3 декабря, был перевезён по воздуху на вертолёте скорой помощи в частный госпиталь Шеферд-Центр в Атланте (штат Джорджия), который специализируется на реабилитации людей с нарушениями функций спинного и головного мозга после травмы. В результате аварии Роджерс был парализован от плеч вниз, и врачи давали ему очень маленький шанс (5%), что он когда-нибудь снова сможет ходить.

## После аварии
Через два года после аварии, 4 декабря 2010 года, Роджерс женился во второй раз на своей невесте Фэй Саггз, с которой они были помолвлены в день рождения Фэй (3 апреля 2008 года). В браке у пары родился сын Денвонт Нокс, живут они в городе Тимберлейк, где основали Фонд Родни Роджерса, директором которого является Дарлин Джексон. Они также управляют компанией Jazzie's Trucking LLC, специализирующейся на грузовых автоперевозках, которую Родни назвал по имени Джеззи, прозвища Фэй. Его ей дали близкие друзья Родни из Нового Орлеана, с которыми он познакомился, когда ещё играл за «Нью-Орлеан Хорнетс».

## Статистика

### Статистика в НБА
| Сезон                                                                                    | Команда     | Регулярный сезон | Регулярный сезон | Регулярный сезон | Регулярный сезон | Регулярный сезон | Регулярный сезон | Регулярный сезон | Регулярный сезон | Регулярный сезон | Регулярный сезон | Регулярный сезон | Серия плей-офф | Серия плей-офф | Серия плей-офф | Серия плей-офф | Серия плей-офф | Серия плей-офф | Серия плей-офф | Серия плей-офф | Серия плей-офф | Серия плей-офф | Серия плей-офф |
| Сезон                                                                                    | Команда     | GP               | GS               | MPG              | FG%              | 3P%              | FT%              | RPG              | APG              | SPG              | BPG              | PPG              | GP             | GS             | MPG            | FG%            | 3P%            | FT%            | RPG            | APG            | SPG            | BPG            | PPG            |
| ---------------------------------------------------------------------------------------- | ----------- | ---------------- | ---------------- | ---------------- | ---------------- | ---------------- | ---------------- | ---------------- | ---------------- | ---------------- | ---------------- | ---------------- | -------------- | -------------- | -------------- | -------------- | -------------- | -------------- | -------------- | -------------- | -------------- | -------------- | -------------- |
| 1993/94                                                                                  | Денвер      | 79               | 14               | 17,8             | 43,9             | 38,0             | 67,2             | 2,9              | 1,3              | 0,8              | 0,6              | 8,1              | 12             | 0              | 15,8           | 38,8           | 31,6           | 63,0           | 1,8            | 1,3            | 0,6            | 0,5            | 5,1            |
| 1994/95                                                                                  | Денвер      | 80               | 77               | 26,8             | 48,8             | 33,8             | 65,1             | 4,8              | 2,0              | 1,2              | 0,6              | 12,2             | 3              | 3              | 25,3           | 54,5           | 25,0           | 25,0           | 4,0            | 1,7            | 1,0            | 1,3            | 8,7            |
| 1995/96                                                                                  | Клипперс    | 67               | 51               | 29,1             | 47,7             | 32,0             | 62,8             | 4,3              | 2,5              | 1,1              | 0,5              | 11,6             | Не участвовал  | Не участвовал  | Не участвовал  | Не участвовал  | Не участвовал  | Не участвовал  | Не участвовал  | Не участвовал  | Не участвовал  | Не участвовал  | Не участвовал  |
| 1996/97                                                                                  | Клипперс    | 81               | 62               | 30,6             | 46,2             | 36,1             | 66,3             | 5,1              | 2,7              | 1,1              | 0,8              | 13,2             | 3              | 3              | 28,3           | 41,4           | 20,0           | 75,0           | 2,3            | 2,0            | 1,3            | 1,0            | 10,7           |
| 1997/98                                                                                  | Клипперс    | 76               | 69               | 32,9             | 45,6             | 34,0             | 68,6             | 5,6              | 2,7              | 1,2              | 0,5              | 15,1             | Не участвовал  | Не участвовал  | Не участвовал  | Не участвовал  | Не участвовал  | Не участвовал  | Не участвовал  | Не участвовал  | Не участвовал  | Не участвовал  | Не участвовал  |
| 1998/99                                                                                  | Клипперс    | 47               | 7                | 20,6             | 44,1             | 28,6             | 67,3             | 3,8              | 1,6              | 1,0              | 0,5              | 7,4              | Не участвовал  | Не участвовал  | Не участвовал  | Не участвовал  | Не участвовал  | Не участвовал  | Не участвовал  | Не участвовал  | Не участвовал  | Не участвовал  | Не участвовал  |
| 1999/00                                                                                  | Финикс      | 82               | 7                | 27,9             | 48,6             | 43,9             | 63,9             | 5,5              | 2,1              | 1,1              | 0,6              | 13,8             | 9              | 0              | 29,2           | 41,7           | 22,2           | 74,2           | 6,8            | 1,6            | 1,1            | 1,1            | 14,1           |
| 2000/01                                                                                  | Финикс      | 82               | 3                | 26,6             | 43,0             | 29,6             | 76,1             | 4,4              | 2,2              | 1,2              | 0,6              | 12,2             | 4              | 0              | 20,5           | 30,0           | 20,0           | 64,3           | 3,5            | 0,5            | 0,5            | 0,8            | 8,8            |
| 2001/02                                                                                  | Финикс      | 50               | 7                | 25,1             | 46,6             | 35,0             | 82,8             | 4,8              | 1,4              | 1,0              | 0,3              | 12,6             | Не участвовал  | Не участвовал  | Не участвовал  | Не участвовал  | Не участвовал  | Не участвовал  | Не участвовал  | Не участвовал  | Не участвовал  | Не участвовал  | Не участвовал  |
| 2001/02                                                                                  | Бостон      | 27               | 1                | 23,2             | 48,2             | 41,1             | 70,0             | 4,0              | 1,5              | 0,6              | 0,4              | 10,7             | 16             | 0              | 24,6           | 42,6           | 36,5           | 88,6           | 5,5            | 2,1            | 1,0            | 0,4            | 8,9            |
| 2002/03                                                                                  | Нью-Джерси  | 68               | 0                | 19,2             | 40,2             | 33,3             | 75,6             | 3,9              | 1,6              | 0,7              | 0,5              | 7,0              | 20             | 0              | 17,5           | 37,2           | 40,5           | 71,1           | 2,8            | 1,4            | 0,3            | 0,2            | 6,7            |
| 2003/04                                                                                  | Нью-Джерси  | 69               | 15               | 20,4             | 41,0             | 32,9             | 76,5             | 4,4              | 2,0              | 0,9              | 0,4              | 7,8              | 11             | 0              | 20,8           | 31,9           | 22,7           | 80,0           | 5,0            | 1,1            | 0,5            | 0,3            | 6,1            |
| 2004/05                                                                                  | Нью-Орлеан  | 30               | 26               | 29,4             | 37,7             | 27,2             | 76,2             | 4,7              | 2,0              | 0,6              | 0,4              | 9,2              | Не участвовал  | Не участвовал  | Не участвовал  | Не участвовал  | Не участвовал  | Не участвовал  | Не участвовал  | Не участвовал  | Не участвовал  | Не участвовал  | Не участвовал  |
| 2004/05                                                                                  | Филадельфия | 28               | 7                | 17,3             | 39,1             | 30,3             | 71,4             | 3,7              | 0,9              | 0,8              | 0,3              | 6,0              | 4              | 0              | 12,3           | 46,2           | 37,5           | 71,4           | 1,0            | 0,3            | 0,0            | 0,5            | 5,0            |
|                                                                                          | Всего       | 866              | 346              | 25,3             | 45,1             | 34,7             | 69,0             | 4,5              | 2,0              | 1,0              | 0,5              | 10,9             | 82             | 6              | 21,0           | 39,2           | 31,0           | 73,4           | 3,9            | 1,4            | 0,7            | 0,5            | 7,9            |
| Наведите курсор мыши на аббревиатуры в заголовке таблицы, чтобы прочесть их расшифровку. |             |                  |                  |                  |                  |                  |                  |                  |                  |                  |                  |                  |                |                |                |                |                |                |                |                |                |                |                |

### Статистика в NCAA
| Сезон | Команда     | Conf  | Class | GP | GS | MPG  | FG%  | 3P%  | FT%  | RPG | APG | SPG | BPG | PPG  |
| --- | ----------- | ----- | ----- | -- | -- | ---- | ---- | ---- | ---- | --- | --- | --- | --- | ---- |
| 1990/91 | Уэйк-Форест | ACC   | FR    | 30 | 29 | 29,8 | 57,0 | 28,6 | 66,9 | 7,9 | 1,5 | 1,8 | 0,6 | 16,3 |
| 1991/92 | Уэйк-Форест | ACC   | SO    | 29 | 28 | 32,6 | 61,4 | 38,0 | 68,3 | 8,5 | 2,8 | 1,3 | 0,9 | 20,5 |
| 1992/93 | Уэйк-Форест | ACC   | JR    | 30 | 29 | 32,4 | 55,5 | 35,8 | 71,7 | 7,4 | 2,3 | 1,8 | 0,9 | 21,2 |
| Всего | Всего       | Всего | Всего | 89 | 86 | 31,6 | 57,9 | 34,9 | 69,4 | 7,9 | 2,2 | 1,6 | 0,8 | 19,3 |
| Наведите курсор мыши на аббревиатуры в заголовке таблицы, чтобы прочесть их расшифровку Статистика приведена с сайта sports-reference.com |             |       |       |    |    |      |      |      |      |     |     |     |     |      |